# 中心粒
中心粒（英語：centriole）是中心體（centrosome）的组成部分。

## 结构
中心粒不具备膜结构，由蛋白質組成，呈颗粒状。
一個中心粒由9組三聯微管組成，通常靠近細胞核。一个中心体共含有兩個中心粒，兩者呈空间垂直状态（两者异面），這些小管是微管蛋白。

## 功能
中心粒與細胞分裂、動物的鞭毛和纖毛的形成有關，广义植物細胞沒有中心粒存在。
中心粒的功能之一是在有丝分裂或减数分裂过程中参与星射线（植物为纺錘丝）的形成。

## 起源
所有已知真核生物的最近共同祖先是有中心粒的，目前还不清楚某些类群（比如原始色素体生物）是在何时失去中心粒的。